# Марии
Марии (gens Maria) — плебейский род Древнего Рима.
Наиболее известный представитель — Гай Марий, полководец и семикратный консул.
Фамилия — сабинского происхождения.

## Известные представители
- Квинт Марий, triumvir monetalis II век до н.э.
- Гай Марий , полководец, консул 107, 104, 103, 102, 101, 100 и 86 до н.э.
- Гай Марий Младший, сын предыдущего, консул 82 до н.э.
- Гай Марий (сенатор)[1]
- Марк Марий Грацидиан, претор 85 и 84 до н.э., сын сестры полководца Мария и Марка Грацидия
- Гай Марий Капитон, triumvir monetalis 81 до н.э.
- Марк Марий, квестор 76 до н.э.
- Марк Марий, друг Цицерона.[2]
- Луций Марий, народный трибун 62 до н.э.[3]
- Луций Марий, квестор 54 до н.э.[4][5]
- Секст Марий, легат Публия Корнелия Долабелы в Сирии 43 до н.э.[6]
- Гай Марий Трог, triumvir monetalis при Августе.[7]
- Тит Марий, из Урбинум, common soldier при Августе.[8]
- Публий Марий, консул 62 г.
- Авл Марий Цельс, консул-суффект 69 г.
- Марий Матур, прокуратор на Alpes Maritimae во времена императоров Отон и  Вителий.[9]
- Гай Марий Марцел Клувий Руф, консул-суффект 80 г.
- Марий Приск, проконсул на Африка 100 г.[10]
- Марий Секундус, управитель: Фениция и Египет при императоре Макрин.[11]
- Луций Марий Перпету, прокуратор в Лугдунская Галлия и Аквитания
- Марий Максим, консул-суффект 198 или 199, консул 223 г.
- Луций Марий Максим, консул 223 и 232 г.
- Марий Максим, историк III век.
- Луций Марий Перпету, консул 237 г.
- Марк Аврелий Марий, галльский император (+ 268 г.)
- Гай Марий Викторин, грамматик, оратор, философ-неоплатоник.
- Марий Меркатор, писатель, V век.
- Марий Плотий Сакердот,  латинский грамматик, V или VI век.
- Марий Аваншский — святой, почитаемый Римско-католической церковью, епископ Аванша с 573/574 года, хронист.